# Ліси півдня Центральних Скелястих гір
Ліси півдня Центральних Скелястих гір (ідентифікатор WWF: NA0528) — неарктичний екорегіон хвойних лісів помірної зони, розташований в Скелястих горах на заході США.

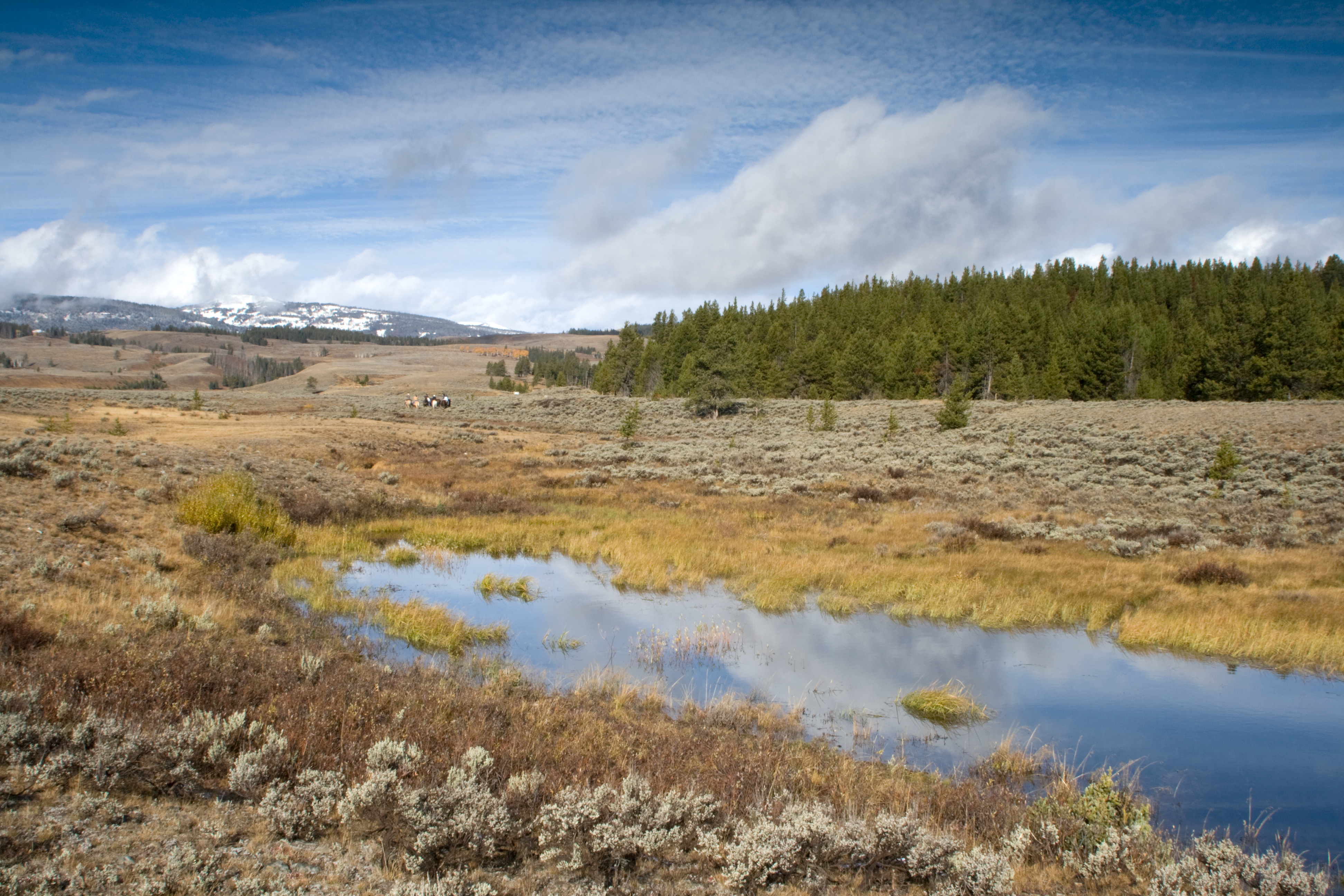
Ландшафт Єллоустоунського плато

## Географія
Екорегіон лісів півдня Центральних Скелястих гір простягається через східні та центральні райони Айдахо, південний захід та південь Монтани та захід Вайомінгу. Його центральним елементом є Єллоустоунське плато, яке лежить на кордоні трьох штатів. Від плато радіально відходять гірські хребти Тітон, Абсарока, Вінд-Рівер, Медісон, Бертуз та Вайомінгський хребет. На заході екорегіону, в Центральному Айдахо, розташований інший субрегіон, що складається з гір Біттеррут, Салмон-Рівер, Бойсе та Савтуз (з півночі на південь). Між двома великими частинами регіону лежить низка менших гірських хребтів. Крім того, екорегіон охоплює гори Бігхорн, що лежать на кордоні Монтани та Вайомінгу, ізольовані Чорні пагорби, що лежать на кордоні Вайомінгу і Південної Дакоти та оточені Великими рівнинами, а також кілька менших ізольованих гірських хребтів. Найвищою вершиною регіону є гора Ганнет-Пік заввишки 4210 м, розташована у Вайомінгу, в горах Вінд-Рівер.
В горах на півночі екорегіон переходить у ліси півночі Центральних Скелястих гір, на заході — у ліси Блакитних гір, а на півдні — у гірські ліси Восатчу та Юїнти. У передгір'ях на сході екорегіон переходить у луки долин та передгір'їв Монтани та у північні низькотравні прерії, а у міжгірських плато на заході та півдні — у палуські прерії, чагарникові степи Снейку та Колумбії, чагарникові степи Великого Басейну та у чагарникові степи Вайомінгського басейну.

## Клімат
На більшій частині екорегіону переважає континентальний клімат (Dsb або Dfb за класифікацією кліматів Кеппена), який характеризується коротким літом та довгою, холодною зимою, а у високогір'ях — субарктичний клімат (Dsc або Dfc за класифікацією Кеппена) або тундровий клімат (ET за класифікацією Кеппена). У Єллоустоунському національному парку середньорічна температура становить 0,7 °C, середня максимальна температура 7,9 °C, а середня мінімальна температура — -6,6 °C. Середньорічна кількість опадів в регіоні становить 518 мм, що значно менше, ніж в екорегіоні лісів півночі Центральних Скелястих гір. Надзвичайно високе топографічне різноманіття екорегіону (так, гори Бігхорн височіють на 2794 м над навколишніми рівнинами) призводить до відповідного різноманіття місцевого клімату та рослинності. 

## Флора
Основними рослинними угрупованнями екорегіону є гірські хвойні ліси, у яких переважно домінують скручені сосни (Pinus contorta subsp. latifolia). Ці дерева швидко відновлюються у лісах після інтенсивних пожеж, які відносно нещодавно відбулися в регіоні. Інтервал між масштабними пожежами на Єллоустоунському плато зазвичай становить 300-400 років, однак часто в регіоні за невеликий проміжок часу спалахують кілька пожеж, після яких слідує тривалий інтервал, за який пожеж не трапляється. Внаслідок цього у кульмінаційних пралісах окрім скручених сосен зустрічаються також й інші види, передусім ялини Енгельмана (Picea engelmannii) та субальпійські ялиці (Abies lasiocarpa), хоча вони частіше зустрічаються на більших висотах, ніж сосни. Також в лісах екорегіону зустрічаються американські осики (Populus tremuloides). Певною мірою, домінування скручених сосен у сучасних лісах екорегіону відображає значно змінений (завдяки боротьби з пожежами) режим порушень.
У субальпійських високогір'ях екорегіону, поблизу верхньої межі лісу, у лісах та криволіссях домінують білокорі сосни (Pinus albicaulis). Ці дерева є ключовим джерелом їжі для багатьох видів тварин, зокрема для американських горіхівок (Nucifraga columbiana), які є головними розповсюджувачами насіння сосен. Кожна горіхівка щороку запасає від 30 000 до 40 000 насінин у невеликих сховках, широко розкиданих по місцевості. Чудова просторова пам'ять цих птахів дозволяє їм запам'ятовувати місця, де вони сховали насіння. До багатьох сховків птахи ніколи не повертаються, що сприяє регенерації дерев. Білокорі сосни часто ростуть групами навколо місця, де колись птахи сховали насіння.
На низьких висотах екорегіону в лісах переважають жовті сосни (Pinus ponderosa) та тисолисті дуґласії (Pseudotsuga menziesii var. glauca). Окрім хвойних лісів, в екорегіоні також зустрічаються інші рослинні угруповання — прибережні ліси, передгірські луки та чагарникові степи, у яких домінують чагарники тризубчастого полину (Artemisia tridentata). У високогір'ях зустрічаються альпійські луки та гірська тундра. На Єллоустоунському плато зустрічаються унікальні рослинні угруповання, пов'язані з геотермальними мікросередовищами навколо гейзерів та гарячих джерел.
Основними факторами порушень в екорегіоні є лісові пожежі, снігові лавини, значна сейсмічна активність та вітроломи. Сильні вітри у високогір'ях впливають на форму росту і поширення дерев, а періодичні вітроломи можуть повалити кілька сотень гектарів зрілого лісу одночасно. Ці повалені дерева, у свою чергу, у сухий сезон можуть призвести до пожеж, які призводять до заміни деревостану.

## Фауна
Серед поширених в екорегіоні ссавців слід відзначити єллоустоунського лося (Alces alces shirasi), гірського вапіті (Cervus canadensis nelsoni), чорнохвостого оленя (Odocoileus hemionus), товсторога (Ovis canadensis), американського зайця (Lepus americanus), гірського кролика (Sylvilagus nuttallii), червону вивірку (Tamiasciurus hudsonicus), канадського голкошерста (Erethizon dorsatum), північну літягу (Glaucomys sabrinus), жовточеревого бабака (Marmota flaviventris), соснового бурундука (Neotamias amoenus), малого бурундука (Neotamias minimus), юїнтського бурундука (Neotamias umbrinus), золотистого ховраха (Callospermophilus lateralis), колумбійського ховраха (Urocitellus columbianus), майже ендемічного північно-айдахського ховраха (Urocitellus brunneus) та північноамериканську водяну полівку (Microtus richardsoni)
Серед великих хижаків, поширених в регіоні, слід відзначити гризлі (Ursus arctos horribilis), барибала (Ursus americanus), північноамериканську пуму (Puma concolor couguar), руду рись (Lynx rufus) та вовка (Canis lupus), а серед дрібніших хижих ссавців — койота (Canis latrans), звичайну лисицю (Vulpes vulpes), звичайну росомаху (Gulo gulo), тихоокеанську куницю (Martes caurina), довгохвосту ласицю (Neogale frenata), американського горностая (Mustela richardsonii), американського борсука (Taxidea taxus), смугастого скунса (Mephitis mephitis) та звичайного ракуна (Procyon lotor). На берегах річок зустрічаються канадські бобри (Castor canadensis), канадські видри (Lontra canadensis), річкові візони (Neogale vison) та болотяні ондатри (Ondatra zibethicus), а у високогір'ях — снігові кози (Oreamnos americanus) та американські пискухи (Ochotona princeps). На луках Єллоустоунського плато пасуться рівнинні бізони (Bison bison bison), білохвості олені (Odocoileus virginianus) та вилороги (Antilocapra americana).
Серед поширених в екорегіоні птахів слід відзначити гострохвостого тетерука (Centrocercus urophasianus),  жовтобрового тетерука (Dendragapus obscurus), канадську дикушу (Canachites canadensis), великого індика (Meleagris gallopavo), білоголового орлана (Haliaeetus leucocephalus), прерієвого канюка (Buteo swainsoni), беркута (Aquila chrysaetos), скопу (Pandion haliaetus), бородату сову (Strix nebulosa), каліфорнійського сичика-горобця (Glaucidium californicum), соснового дятла-смоктуна (Sphyrapicus thyroideus), ялинового дятла (Picoides dorsalis), північного дятла (Picoides arcticus), звичайного крука (Corvus corax), канадську кукшу (Perisoreus canadensis), чорноголову сизойку (Cyanocitta stelleri), американську горіхівку (Nucifraga columbiana), сірого пронурка (Cinclus mexicanus), світлокрилу гаїчку (Poecile atricapillus), гірську гаїчку (Poecile gambeli), північного солітаріо (Myadestes townsendi), кордильєрського піві-малюка (Empidonax occidentalis), жовтогузого пісняра-лісовика (Setophaga coronata), лучну карнатку (Spizella breweri), соснового чижа (Spinus pinus), ялинового шишкаря (Loxia curvirostra), рожевоволу чечевицю (Haemorhous cassinii), сивоголового катуньчика (Leucosticte tephrocotis) та майже ендемічного темного катуньчика (Leucosticte atrata). На берегах водойм Єллоустоунського плато зустрічаються лебеді-трубачі (Cygnus buccinator), каменярки (Histrionicus histrionicus), ісландські гоголі (Bucephala islandica), рогодзьобі пелікани (Pelecanus erythrorynchos), канадські журавлі (Antigone canadensis) та ставкові мартини (Leucophaeus pipixcan).
Герпетофауна екрорегіону включає колумбійську плямисту жабу (Rana luteiventris), гірську хвостату жабу (Ascaphus montanus), довгохвосту саламандру (Ambystoma macrodactylum), струнку підв'язкову змію (Thamnophis elegans) та гумову змію (Charina bottae).

## Збереження
Значна частина лісів регіону залишається відносно незайманою. Тим не менш, лісозаготівля, видобуток корисних копалин, випас худоби та рекреаційна діяльність є загрозами збереження природи регіону. Інтенсивна розбудова інфраструктури у гірських долинах порушує сполучення між різними частинами регіону та заважає міграціям диких тварин, зокрема великих копитних ссавців.
Оцінка 2017 року показала, що 32 654 км², або 18 % екорегіону, є заповідними територіями. Природоохоронні території включають: Єллоустоунський національний парк, Національний парк Гранд-Тетон, Національний ліс Не-Персе, Національний ліс Паєтт, Національний ліс Салмон-Халліс, Національний ліс Бойсе, Національний ліс Савтуз, Національний ліс Біверхед-Дірлодж, Національний ліс Галлатін, Національний ліс Карібу-Таргі, Національний ліс Бріджер-Тетон, Національний ліс Шошоні, Національний ліс Кастер, Національний ліс Бігхорн, Національний ліс Чорних пагорбів, Природну зону Хмарного піку та Природну зону Чорного Вапіті. У 1978 році Єллоустоунський національний парк був внесений до списку Світової спадщини ЮНЕСКО.